# حلقة متعددات الحدود
في الرياضيات، وبالتحديد في الجبر التجريدي، حلقة متعددات الحدود هي حلقة مكونة من مجموعة من متعددات الحدود بمتغير واحد أو بعدة متغيرات، بمعاملات تنتمي إلى حلقة أخرى، عادة ما تكون حقلا.
عادة ما يشير مصطلح حلقة متعددات الحدود إلى الحالة الخاصة حيث تكون متعددات الحدود هذه أحادية المتغير، وحيث تكون الحلقة التي تنتمي إليها المعاملات حقلا. تنبثق أهمية هذه الحلقات من العدد الكبير من الخصائص التي تشترك فيها مع حلقة الأعداد الصحيحة.
تظهر حلقات متعددات الحدود، مشَكلةً جزءا مُهما، في العديد من مجالات الرياضيات. نظرية الأعداد والجبر التبادلي والهندسة الجبرية أمثلة على ذلك.

## حلقة متعددات الحدود [K[X

### تعريف (حالة المتغير الواحد)
يمكن أن تُعرف حلقة متعددات الحدود [K[X، في المتغير X على الحقل K (أو بشكل أعم على حلقة تبادلية) بطرق مختلفة ولكن متكافئة. واحدة منهن تعريف K[X] على أنها مجموعة التعابير ذات الشكل الآتي. يطلق اسم متعددة حدود على كل تعبير من هذه التعابير.
{\displaystyle p=p_{0}+p_{1}X+p_{2}X^{2}+\cdots +p_{m-1}X^{m-1}+p_{m}X^{m},}
حيث p0, p1, …, pm معاملات p، تنتمى إلى الحقل K وحيث pm ≠ 0 إذا توفر m > 0 وحيث {\displaystyle X,X^{2},X^{3},...} هن قوى العدد X، ويخضعن لقواعد الرفع الاعتيادية.